# Georges Liautaud
Georges Liautaud est un sculpteur haïtien d'inspiration vaudou, né Pierre François Cantave Georges Liautaud est né d’Omera Liautaud et Elvira Cantave à la Croix-des-Bouquets, la plus grande commune d'Haïti, le 26 janvier 1899 et mort en août 1991,.
Comme beaucoup d'artistes haïtiens, il a été découvert en 1953 par DeWitt Peters qui avait remarqué la présence de croix métalliques d'un style particulier dans le cimetière communal. Encouragé par DeWitt, Liautaud va inaugurer le bosmétal, une forme d'art basée sur la récupération de bidons de fioul usagés qu'il soumet à un travail issu de son expérience de forgeron. Après avoir décapé les bidons, Liautaud découpe dans le métal un dessin de son choix puis le martèle pour lui donner du relief. Les sujets de ses œuvres sont un mélange d'inspiration vaudou et chrétienne.
Liautaud est souvent considéré comme un primitif moderne ou un naïf. La sculpture en fer découpé est devenue une véritable tradition à Haïti où le pionnier Liautaud a eu de nombreux disciples, parmi lesquels on peut citer Gabriel Bien-Aimé, Serge Jolimeau et Murat Brierre. Les artistes adeptes de cette tradition sculpturale se sont regroupés dans le village artistique de Noailles, à Croix-des-Bouquets. En 1989, Liautaud participe à la mémorable exposition les Magiciens de la terre. En 2009, la fondation AfricAméricA, en collaboration avec l'Association des Artistes de Croix-des-Bouquets et le soutien financier de l'UNESCO, inaugure le musée Georges Liautaud, consacré à la création artistique contemporaine en Haïti. L'inauguration s'accompagnait d'une exposition en hommage à George Liautaud, regroupant une vingtaine d'artistes du village artistique de Noailles. Les œuvres de l'artiste sont conservées au Centre d'art Haïti et au musée d'art haïtien de Port-au-Prince.

## Collections publiques
- Figge Art Museum[6]: 5 Croix Vodou, Crucifixion, L'Abbatoir, La Marchande, Le Major Jonc, Le Petit Diable, Homme chassant le bétail, Métamorphose (2 œuvres), Zobop.

## Expositions principales

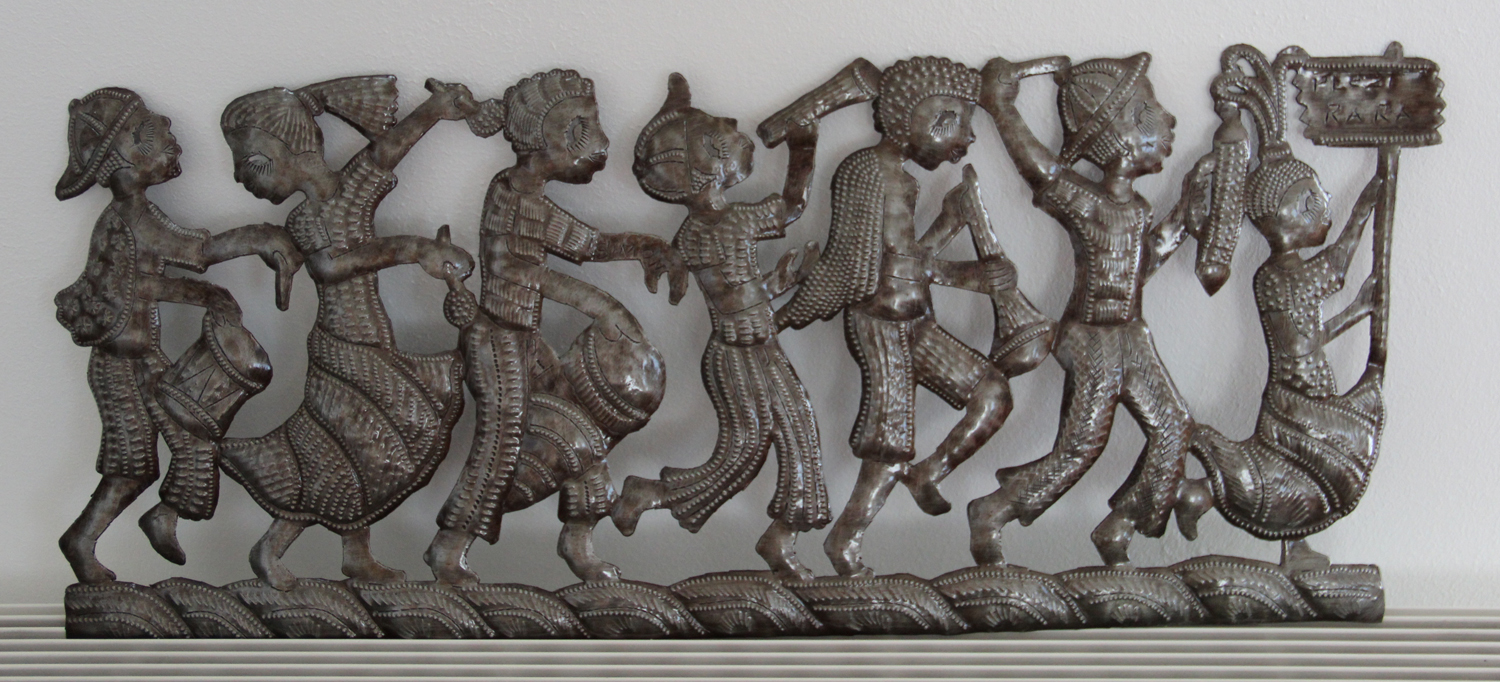
Une sculpture de bosmétal haïtien

- 1955 - Houston museum of Art, Houston, USA
- 1959 - Biennale de São Paulo, São Paulo, Brésil
- 1959 - The United States Collects Pan American Art, Art Institute of Chicago, Chicago, USA
- 1964 - Le monde des Naïfs, Musée national d'art moderne, Paris, France
- 1968 - Artists of the Western Hemisphere: art of Haiti and Jamaica, Center for Inter-American Relations, New York, USA
- 1974 - The Art of Haiti, Davenport Municipal Art Gallery, Davenport, USA
- 1978 - Musée de Brooklyn, Brooklyn, USA
- 1979 - Kunst aus Haiti, Staatlichen Kunsthalle, Berlin, Allemagne
- 1982 - Ritual and Myth: A Survey of African American Art, Studio Museum in Harlem, New York, USA
- 1989 - Magiciens de la terre, Musée national d'art moderne, Centre Georges-Pompidou, Grande halle de La Villette, Paris, France
- 1991 - Spirits: Selections from the Collection of Geoffrey Holder and Carmen Lavallade, Katonah Museum of Art, Katonah, USA
- 1992 - A Haitian Celebration: Art and Culture, Milwaukee Art Museum, Milwakee, USA
- 1995 - Masterworks in Haitian Art from the Collection of the Davenport Museum, Davenport Museum of Art, Davenport, USA
- 1998 - Sacred Arts of Haitian Voodoo, Fowler Museum at UCLA, Los Angeles, USA.
- 2003 - Vaudou, abbaye de Daoulas, Daoulas, France
- 2004 - Winslow Anderson Collection of Haitian Art, Huntington Museum of Art, Huntington, USA
- 2006 - Allegories of Haitian Life from the Collection of Jonathan Demme, Bass Museum of Art, Miami, USA
- 2012 - Outside the Box, Pan American Art Projects, Miami, USA
- 2013 - Haiti in Extremis: Death and Life in 21st Century Haitian Art, Fowler Museum at UCLA, Los Angeles, USA